# 姫路市立糸引小学校
姫路市立糸引小学校（ひめじしりつ いとひきしょうがっこう）は、兵庫県姫路市にある公立小学校。

## 通学区域
- 姫路市
  - 東山、継、奥山、北原、兼田

卒業生は基本的に姫路市立灘中学校へ進学する。

## アクセス
- 神姫バス
  - 姫路駅南口から93系統 東山循環線または的形循環線または東山白浜循環線乗車 糸引小学校前下車すぐ

## 通学区域が隣接している学校
- 姫路市立妻鹿小学校
- 姫路市立白浜小学校
- 姫路市立八木小学校
- 姫路市立的形小学校
- 姫路市立四郷学院
- 姫路市立城陽小学校
- 姫路市立高浜小学校